# Grammoplites scaber
Grammoplites scaber is een straalvinnige vissensoort uit de familie van de platkopvissen (Platycephalidae). De wetenschappelijke naam van de soort is gepubliceerd in 1758 als Cottus scaber door Linnaeus in de tiende editie van Systema naturae.